# Estádio José Alvalade (1956–2003)
Estádio José Alvalade – nieistniejący już wielofunkcyjny stadion w Lizbonie, stolicy Portugalii. Istniał w latach 1956–2003. Pod koniec swojego istnienia mógł pomieścić 52 800 widzów. Swoje spotkania na stadionie rozgrywali piłkarze klubu Sporting CP. W latach 2001–2003 tuż obok stadionu powstał nowy Estádio José Alvalade, na który przenieśli się piłkarze Sportingu, stary stadion został natomiast zlikwidowany.
Obiekt został wybudowany w latach 1955–1956 i zainaugurowany 10 czerwca 1956 roku. Stadion posiadał bieżnię lekkoatletyczną, którą otaczał tor kolarski (zlikwidowany w 1979 roku). Obiekt otaczały owalne, jednopiętrowe trybuny, z „luką” po stronie wschodniej, gdzie w miejscu brakującego fragmentu była znacznie niższa trybuna. Centralna część trybun od strony zachodniej była w dużej mierze zadaszona. W 1983 roku wypełniono „lukę” po stronie wschodniej, oddając do użytku nową trybunę, komponującą się z resztą trybun areny. Pojemność obiektu wynosiła wówczas 75 200 widzów. W późniejszym czasie pojemność ta została zredukowana do 52 800 widzów. W związku z przyznaniem Portugalii organizacji Euro 2004, podjęto decyzję o budowie nowego stadionu dla Sportingu. Nowy obiekt wybudowano w latach 2001–2003 tuż obok starego stadionu i zainaugurowano 6 sierpnia 2003 roku. Stary obiekt został następnie rozebrany. Na stadionie rozegrano m.in. finał Pucharu Portugalii w 1975 roku, grywała na nim także reprezentacja kraju.